# Jørgen Carlo Larsen
Jørgen Carlo Larsen, född 1954, är en dansk skulptör och installationskonstnär.
Jørgen Carlo Larsen utbildade sig vid Det Kongelige Danske Kunstakademi 1985-91 hos Richard Winther och Bjørn Nørgaard, på Glyptoteket samt privat hos Egon Bjerg Nielsen. Han grundade konstnärgruppen TAPKO tillsammans med Kerstin Bergendal och Cai Ulrich von Platen.
Jørgen Carlo Larsen fick Eckersbergmedaljen 2006.

## Offentliga verk i urval
- Pavillion , 2011,  Köpenhamns Universitet, Gothersgade 140
- Himmelgrafik, ljuskonstinstallation, 2009, Trekroner Stationscenter i Roskilde (tillsammans med landskapsarkitekten Rasmus Grandelag)
- Torso-krukken, utsmyckning, 1998, Anlægsvej 36 i Dybvad Søpark i Dybvad

## Fotnoter
1. 1 2  Kunstindeks Danmark-ID: 8846, läst: 18 oktober 2024.[källa från Wikidata]
2. ↑  Weilbachs Kunstnerleksikon.[källa från Wikidata]
3. ↑  RKDartists, RKDartists-ID: 441382, läst: 18 november 2021.[källa från Wikidata]
4. ↑  Lex-ID: Eckersberg_Medaillen, läst: 18 oktober 2024.[källa från Wikidata]